# احمد ماهر (دیپلمات)
احمد ماهر (به عربی: أحمد ماهر) (زادهٔ ۱۴ سپتامبر ۱۹۳۵ – درگذشته ۲۷ سپتامبر ۲۰۱۰) دیپلمات و سیاستمدار اهل مصر بود. وی از ۳ ژوئیه ۲۰۰۱ تا ۱۱ ژوئیه ۲۰۰۴ وزیر امور خارجه مصر بود.
احمد ماهر در ۲۷ سپتامبر ۲۰۱۰، در سن ۷۵ سالگی بر اثر سکته قلبی درگذشت.